# Ashihe
Ashihe (kinesiska: 阿什河, 阿什河街道) är en stadsdelsdistrikt i Kina. Den ligger i Acheng i provinsen Heilongjiang, i den nordöstra delen av landet, omkring 36 kilometer sydost om provinshuvudstaden Harbin. Antalet invånare är 45 670. Befolkningen består av 21 694 kvinnor och 23 976 män. Barn under 15 år utgör 10,0 %, vuxna 15-64 år 83 %, och äldre över 65 år 5,0 %.
Runt Ashihe är det ganska tätbefolkat, med 111 invånare per kvadratkilometer. Närmaste större samhälle är Acheng, 1,1 km norr om Ashihe. Trakten runt Ashihe består till största delen av jordbruksmark.
Genomsnittlig årsnederbörd är 855 millimeter. Den regnigaste månaden är juli, med i genomsnitt 188 mm nederbörd, och den torraste är januari, med 7 mm nederbörd.